# Dekanat przasnyski
Dekanat przasnyski – dekanat w diecezji płockiej.
Obecnie obejmuje 9 parafii. Na terenie dekanatu leży Rostkowo – miejsce urodzenia św. Stanisława Kostki i największy w Polsce ośrodek kultu tego świętego. Miejscem chrztu św. Stanisława (i kard. Aleksandra Kakowskiego) jest Kościół Wniebowzięcia Najświętszej Maryi Panny w Przasnyszu. Pochowani są tam rodzice i bracia świętego. Kościół św. Jakuba i Anny w Przasnyszu to ważny ośrodek kultu maryjnego – znajdujący się w nim wizerunek Niepokalanej Przewodniczki z Przasnysza był koronowany w 1977. Ośrodkiem kultu religijnego o znaczeniu diecezjalnym jest kościół Narodzenia Najświętszej Maryi Panny w Świętym Miejscu. Na terenie dekanatu działają cztery zgromadzenia zakonne: pasjoniści, pasjonistki św. Pawła od Krzyża, Klaryski Kapucynki i Szarytki św. Wincentego à Paulo (wszystkie w Przasnyszu).
Lista parafii:
| Lp | Miejscowość / parafia             | Czas powstania | Proboszcz / administrator                | Zdjęcie |
| -- | --------------------------------- | -------------- | ---------------------------------------- | ------- |
| 1  | Czernice Borowe św. Stanisława BM | 1398           | ks. kan. mgr Michał Gaszczyński od 2012  |         |
| 2  | Przasnysz św. Stanisława Kostki   | 1982           | o. mgr Wiesław Wiśniewski CP od 2013     |         |
| 3  | Przasnysz św. Wojciecha           | koniec XIV w.  | ks. prał. dr Andrzej Maciejewski od 2012 |         |
| 4  | Przasnysz Chrystusa Zbawiciela    | 1998           | ks. kan. mgr Romuald Ciesielski od 1998  |         |
| 5  | Rostkowo św. Stanisława Kostki    | 1967           | ks. kan. mgr Adam Chmielewski od 2004    |         |
| 6  | Skierkowizna św. Andrzeja Boboli  | 1938           | ks. mgr Sławomir Wądołek od 2017         |         |
| 7  | Święte Miejsce św. Stanisława BM  | 1908           | ks. kan. mgr Jacek Daszkowski od 2015    |         |
| 8  | Węgra św. Jana Chrzciciela        | XIII w.        | ks. mgr Sławomir Szumski od 2018         |         |
| 9  | Zielona św. Mateusza              | 1448           | ks. mgr Andrzej Gajewski od 2015         |         |

stan na dzień 04.04.2013